# Чемпионат Аргентины по фигурному катанию
Чемпионат Аргентины по фигурному катанию — ежегодное соревнование по фигурному катанию среди фигуристов Аргентины, организуемое Федерацией фигурного катания и скоростного бега на коньках Аргентины. Спортсмены соревнуются в мужском и женском одиночном катании.

## История
Фигурное катание в Аргентине практически не культивируется. Правда надо признать, что ещё в 1908 году фигурист Горацио Торроме представлял Аргентину на IV Олимпийских играх. Однако больше аргентинские фигуристы очень долго не принимали участия в соревнованиях под эгидой ИСУ.
В начале XXI века аргентинцы начали появляться на юниорских стартах. В 2015 году Денис Маргалик дебютировал на чемпионате четырёх континентов и юниорском мировом чемпионате.
Немногим ранее (2013 год) стали проходить национальные чемпионаты по фигурному катанию среди юниоров. Летом 2015 года в столице Буэнос-Айресе прошёл первый чемпионат среди взрослых.
Чемпионат состоялся в начале спортивного сезона (3 августа) и он был заявлен как чемпионат 2015 года.

## Медалисты

### Мужчины
| Медалисты в мужском одиночном катании | Медалисты в мужском одиночном катании    | Медалисты в мужском одиночном катании    | Медалисты в мужском одиночном катании    | Медалисты в мужском одиночном катании    |
| ------------------------------------- | ---------------------------------------- | ---------------------------------------- | ---------------------------------------- | ---------------------------------------- |
| Год                                   | Место проведения                         | Золото                                   | Серебро                                  | Бронза                                   |
| 2015                                  | Буэнос-Айрес                             | Денис Маргалик                           | Других участников не было                | Других участников не было                |
| 2016—2017                             | Соревнования среди мужчин не проводились | Соревнования среди мужчин не проводились | Соревнования среди мужчин не проводились | Соревнования среди мужчин не проводились |
| 2018                                  | Буэнос-Айрес                             | Мауро Калькагно                          | Других участников не было                | Других участников не было                |

### Женщины
| Медалисты в женском одиночном катании | Медалисты в женском одиночном катании | Медалисты в женском одиночном катании | Медалисты в женском одиночном катании | Медалисты в женском одиночном катании |
| ------------------------------------- | ------------------------------------- | ------------------------------------- | ------------------------------------- | ------------------------------------- |
| Год                                   | Место проведения                      | Золото                                | Серебро                               | Бронза                                |
| 2015                                  | Буэнос-Айрес                          | Анхелина Божко                        | Мария-Андре Ан                        | Других участников не было             |
| 2016                                  | Буэнос-Айрес                          | Анхелина Божко                        | Других участников не было             | Других участников не было             |
| 2017                                  | Буэнос-Айрес                          | Мария-Андре Ан                        | Анхелина Божко                        | Других участников не было             |
| 2018                                  | Буэнос-Айрес                          | Анхелина Божко                        | Мария-Андре Ан                        | Других участников не было             |